# (11274) Castillo-Rogez
(11274) Castillo-Rogez est un astéroïde de la ceinture principale et plus spécifiquement du groupe de Hilda.

## Description
(11274) Castillo-Rogez est un astéroïde du groupe de Hilda. Il présente une orbite caractérisée par un demi-grand axe de 3,99 UA, une excentricité de 0,21 et une inclinaison de 2,3° par rapport à l'écliptique.

## Compléments